# Diệu Châu
Diệu Châu (chữ Hán phồn thể: 耀州區, chữ Hán giản thể: 耀州区) là một quận của địa cấp thị Đồng Xuyên, tỉnh Thiểm Tây, Trung Quốc. Quận này có diện tích 1617 km2, dân số năm 2002 là 300.000 người. Quận Diệu Châu được chia thành 11 trấn và 5 hương. 
- Trấn: Thành Quan, Liễu Lâm, Tự Câu, Miếu Loan, Đổng Gia Hà, Dao Khúc, Tôn Nguyên, Quan Trang, Pha Đầu, Chiếu Kim, Tiểu Khâu.
- Hương: An Lý, Thạch Trụ, Diễn Trì, A Tử, Bạch Qua.